# تیم ملی فوتبال زیر ۲۰ سال لسوتو
تیم ملی فوتبال زیر ۲۰ سال لسوتو نماینده کشور لسوتو در رقابت‌های بین‌المللی فوتبال رده جوانان (زیر ۲۰ سال) مردان است. این تیم تحت نظارت اتحادیه فوتبال لسوتو (LeFA) فعالیت می‌کند و با لقب «لی‌کوئنا» (به معنی کروکودیل‌ها) شناخته می‌شود.
هدف این تیم، توسعه بازیکنان جوان به منظور آماده‌سازی برای حضور در تیم ملی فوتبال لسوتو است. تیم زیر ۲۰ سال لسوتو در رقابت‌هایی مانند قهرمانی زیر ۲۰ سال آفریقا و مراحل مقدماتی جام جهانی فوتبال زیر ۲۰ سال شرکت می‌کند.

## عملکرد در رقابت‌های قاره‌ای
لسوتو تاکنون ۳ بار در رقابت‌های قهرمانی زیر ۲۰ سال آفریقا شرکت کرده که نخستین بار آن در سال ۱۹۸۹ بود. بهترین عملکرد این تیم، صعود به مرحله گروهی در دوره‌های ۲۰۰۵ و ۲۰۱۱ بوده است.